# Wapen van Steenwijkerwold

Het wapen van Steenwijkerwold

Het wapen van Steenwijkerwold werd op 6 mei 1899 per Koninklijk Besluit door de Hoge Raad van Adel aan de Overijsselse gemeente Steenwijkerwold toegekend. Vanaf 1973 is het wapen niet langer als gemeentewapen in gebruik omdat de gemeente Steenwijkerwold opging in de gemeente IJsselham. Het Andreaskruis uit het wapen van Steenwijkerwold is overgenomen in het wapen van IJsselham.

## Blazoenering
De blazoenering van het wapen luidt als volgt:
Gevierendeeld; eerste en vierde kwartier in goud een geankerd St.Andrieskruis van keel, tweede en derde kwartier in lazuur een leeuw van zilver, getongd en geklauwd van keel.

## Verklaring

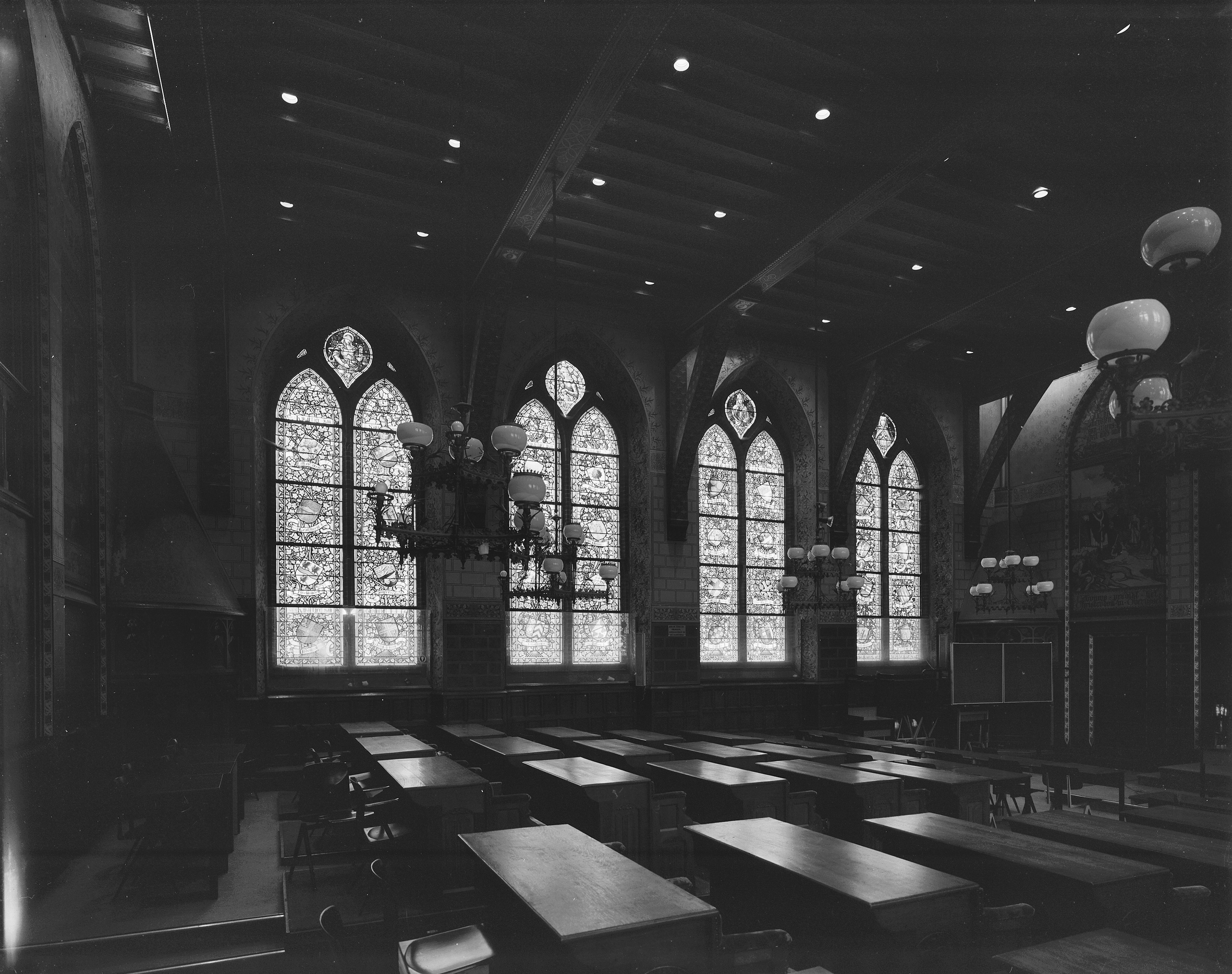
De glas in loodramen in het voormalige provinciehuis in Zwolle

De bouw van een nieuwe vergaderzaal voor de Staten van Overijssel eind 19e eeuw, waarin wapens van gemeenten opgenomen zouden worden in de ramen, leidde tot een aanvraag van een eigen wapen. Nadat de gemeente archiefonderzoek heeft laten uitvoeren, wat niets opleverde, werd met hulp van een deskundige een voorstel opgesteld. De Hoge Raad van Adel heeft daarop enkele wijzigingen op uitgevoerd. De leeuw is afgeleid van Lycklama van Steenwijkerwoud, een tak van het geslacht Lycklama. De kruisen zijn een verwijzing naar de apostel Andreas, die beschermheilige was van Steenwijkerwold. De Hervormde Kerk in de gemeente was aan hem gewijd.

## Verwante wapens

Wapen van IJsselham